# Bille (efternavn)
 Denne artikel omhandler efternavnet Bille. For andre betydninger af opslagsordet, se Bille.
Bille er et efternavn. Notable personer med efternavnet Bille inkluderer:

## A
- Anders Bille (1600−1657), dansk rigsmarsk.
- Anders Bentsen Bille (1477−1555), dansk rigsråd.
- Anders Steensen Bille (1580−1633), dansk rigsråd.

## B
- Beate Clausdatter Bille (1526−1605), mor til Tycho Brahe.
- Beate Karoline Bille (1976−), dansk skuespiller.

## E
- Edmond Bille (1878−1959), schweizisk kunstner.
- Ejler Bille (1910−2004), dansk kunstner

## F
- Frantz Bille (1832−1918), dansk diplomat.

## G
- Gaëtan Bille (1988−), belgisk cykelrytter.

## I
- Irene Ibsen Bille (1901−1985), norsk forfatter og dramatiker.

## J
- Joen Bille (1944−), dansk skuespiller.

## K
- Kristina Bille (1986−), dansk håndboldspiller.

## M
- Michael Bille (1769–1845), dansk admiral.

## S
- S. Corinna Bille (1912–1979), schweizisk forfatter.
- Steen Andersen Bille (1751–1833), dansk admiral.
- Steen Andersen Bille (1797–1883), dansk admiral.
- Svend Bille (1888–1973), dansk skuespiller.

## T
- Téclaire Bille (1988–2010), ækvatorial-guineansk fodboldspiller.